# Djedkare Shemu
Djedkare Shemu (també Djedkare II, ja que a la dinastia V hi va haver un faraó del mateix nom que seria Djedkare I) fou un faraó de la dinastia VII. El seu nom Djedkare volia dir: "l'ànima de Ra és immortal"; Shemu, o Shemai, fou el nom de naixement i vol dir una cosa semblant a "nòmada" o "pastor". És esmentat només a la llista d'Abidos.